# Peter Doyle (ekonomista)
Peter Doyle (ur. 23 czerwca 1943, zm. 30 marca 2003) – amerykański ekonomista, profesor i badacz z dziedziny marketingu oraz strategii gospodarczych.
Zmarł 30 marca 2003 r. na raka.
Profesor Doyle był wykładowcą University of Warwick School. Pracował również z London Business School, INSEAD, Bardford oraz Stanford University. Jest autorem wielu prac naukowych publikowanych w wydawnictwach:
- Journal of Marketing
- Journal of Marketing Research
- Management Science
- Economic Journal

Autor książek:
- Value-Based Marketing wydawnictwo John Wiley & Sons. Tytuł polski: Marketing Wartości wydawnictwo Feldberg SJA 2003 r.
- Marketing Management & Strategy wydawnictwo Prentice Hall
- Innovation in Marketing wydawnictwo Butterworth-Heinemann

Peter Doyle współpracował jako konsultant z korporacjami międzynarodowymi:
- Coca-Cola
- IBM
- Nestlè
- Cadbury-Schweppes
- British Airways
- Mars
- Johnson & Johnson
- Unilever
- Shell
- BP Amoco
- Novartis
- 3M
- Saatchi & Saatchi
- Wal-Mart

Doyle prowadził zajęcia dla wyższej kadry kierowniczej w Europie, USA,
Ameryce Południowej, Australii i na Dalekim Wschodzie. Był absolwentem University of Manchester oraz absolwentem MBA na Canergie Mellon University. 
Profesor Peter Doyle jest prekursorem integrowaniu wiedzy o marketingu, finansach i rachunkowości zarządczej. Istotą marketingu wartości jest konkretne przełożenie istoty działań marketingowych na mierzalne wyniki ekonomiczne, które tworzyć mają wartość dla inwestorów przedsiębiorstwa. Doyle sformułował wiele reguł skuteczności marketingu, umożliwiając budowę koncepcji zarządzania marketingowego w sposób systematyczny, wymierny i mający swoje odniesienie w wynikach ekonomicznych.